# Medaljfördelning vid olympiska vinterspelen 1960
Detta är medaljfördelningen vid olympiska vinterspelen 1960 som hölls i Squaw Valley, USA.

## Tabellen
Ländernas placering i listan avgörs av:
1. Antal guldmedaljer.
2. Antal silvermedaljer.
3. Antal bronsmedaljer.
4. Bokstavsordning (förändrar dock inte landets ranking).

Det här systemet används av IOC, IAAF och BBC.
      Värdnation (USA)
| Pl.   | Nation          | Guld | Silver | Brons | Totalt |
| ----- | --------------- | ---- | ------ | ----- | ------ |
| 1     | Sovjetunionen   | 7    | 5      | 9     | 21     |
| 2     | Tyskland        | 4    | 3      | 1     | 8      |
| 3     | USA             | 3    | 4      | 3     | 10     |
| 4     | Norge           | 3    | 3      | 0     | 6      |
| 5     | Sverige         | 3    | 2      | 2     | 7      |
| 6     | Finland         | 2    | 3      | 3     | 8      |
| 7     | Kanada          | 2    | 1      | 1     | 4      |
| 8     | Schweiz         | 2    | 0      | 0     | 2      |
| 9     | Österrike       | 1    | 2      | 3     | 6      |
| 10    | Frankrike       | 1    | 0      | 2     | 3      |
| 11    | Nederländerna   | 0    | 1      | 1     | 2      |
| 11    | Polen           | 0    | 1      | 1     | 2      |
| 13    | Tjeckoslovakien | 0    | 1      | 0     | 1      |
| 14    | Italien         | 0    | 0      | 1     | 1      |
| Total | Total           | 28   | 26     | 27    | 81     |